# 6547 Vasilkarazin
A 6547 Vasilkarazin (ideiglenes jelöléssel 1987 RO3) a Naprendszer kisbolygóövében található aszteroida. Ljudmila Ivanovna Csernih fedezte fel 1987. szeptember 2-án.